# Тисовица (община Зелениково)
Вижте пояснителната страница за други значения на Тисовица.
Тисовица (на македонска литературна норма: Тисовица; на албански: Tisovica) е село в община Зелениково на Северна Македония.

## География
Селото е разположено в областта Торбешия на левия бряг на Кадина река в южното подножие на планината Китка.

## История
В XIX век Тисовица е село в Скопска каза на Османската империя. Според статистиката на Васил Кънчов („Македония. Етнография и статистика“) от 1900 година Тисовица е населявано от 120 жители арнаути мохамедани.
След Междусъюзническата война в 1913 година селото попада в Сърбия.
На етническата си карта от 1927 година Леонард Шулце Йена показва Тисовица (Tisovica) като албанско село.
Според преброяването от 2002 година селото има 53 жители албанци.